# Tournoi International du Mont-Blanc
Le Tournoi International du Mont-Blanc est un tournoi amical annuel de hockey sur glace qui se disputait entre l'équipe de France et trois autres équipes et se déroulait en Savoie et Haute-Savoie dans différentes villes.

## Palmarès
| Année | 1er               | 2e                  | 3e                 | 4e                           | 5e        | 6e    |
| ----- | ----------------- | ------------------- | ------------------ | ---------------------------- | --------- | ----- |
| 2008  | Norvège           | France A'           | Grande-Bretagne    | Lituanie                     |           |       |
| 2007  | Italie            | Ukraine             | France             | Pays-Bas                     |           |       |
| 2004  | Sélection Mestis  | Russie B            | France B           | Rouen                        |           |       |
| 2003  | France            | Finlande B          | Russie B           | Pologne                      |           |       |
| 2002  | France            | HC Spartak Moscou   | Sélection Mestis   | Slovénie                     |           |       |
| 2001  | Russie B          | France              | Slovaquie B        | Slovénie                     |           |       |
| 2000  | Russie B          | France              | Suisse B           | Danemark                     |           |       |
| 1999  | France            | Suisse B            | Sélection slovaque | Danemark                     |           |       |
| 1999  | France            | Japon               | Suisse B           |                              |           |       |
| 1998  | Russie B          | Suisse B            | France             | Pologne                      |           |       |
| 1997  | Russie B          | France              | Pologne            | Japon                        |           |       |
| 1994  | Slovaquie B       | France              | CSK VVS Samara     | Université de Trois-Rivières |           |       |
| 1993  | Lettonie          | Norvège             | Autriche           | France                       |           |       |
| 1992  | Tchécoslovaquie B | Torpedo Iaroslavl   | France             | Norvège                      |           |       |
| 1991  | Slovaquie B       | France              | Suisse B           | Gold Kings de l'Alaska       |           |       |
| 1990  | Finlande B        | Suisse              | Pologne            | France                       | Vítkovice |       |
| 1989  | Norvège           | Allemagne de l'est  | France             | Suisse B                     |           |       |
| 1989  | Norvège           | France              | Autriche           | Suisse B                     |           |       |
| 1988  | France            | Université d'Ottawa | Suisse B           | Pays-Bas                     | Autriche  | Chine |
| 1988  | Autriche          | France              | Roumanie           |                              |           |       |